# Alegranza
Alegranza  è una piccola isola del sub - Arcipelago Chinijo, (che a sua volta fa parte dell'Arcipelago delle isole Canarie), costituito dalle piccole isole di Montaña Clara, Roque del Este, Roque del Oeste e Graziosa, che si trova a Nord-Ovest di Lanzarote, dalla quale dipende amministrativamente facendo capo al comune lanzarotegno di Teguise.
L'isola è proprietà privata della famiglia lanzarotegna Jordàn e non è abitata, con i suoi 10,3 km², è la più a nord, e tra le più piccole dell'intero arcipelago canario. Unico insediamento il faro di Punta Delgada, sul lato orientale dell'isola, che è stato dichiarato bene di interesse culturale nel 2002.
Per una valutazione di grandezze relative, rispetto ad altre isole, la si paragoni ad esempio ad Ustica che ha circa 8,65 km² e 1.324 abitanti
L'isola è di origine vulcanica,  e dal punto di vista geologico è un grande stratovulcano, con un grande cratere, la Caldera de Alegranza, alto circa 289 metri, dal diametro di circa km 1,1 di ampiezza, ne caratterizza la parte sud ovest.
L'abbondanza di pesce fa sì che sia luogo di insediamento di molte specie di uccelli. In particolare vi nidifica la Calonectris diomedea, vi sono anche le ultime coppie di falco pescatore Pandion haliaetus dell'Arcipelago delle Canarie.